# アンダーソン・ブルーフォード・ウェイクマン・ハウ
アンダーソン・ブルーフォード・ウェイクマン・ハウ（Anderson Bruford Wakeman Howe）は、1989年から1990年まで活動したイングランドのプログレッシブ・ロック・バンドである。略称はABWH。イエスの1970年代の主要メンバーが結成した。
活動時期中は、日本盤音源などにおいて「アンダーソン・ブラッフォード・ウェイクマン・ハウ」と表記されていた。その後、ドラマーであるビル・ブルーフォードの日本語表記が変更されたのに伴って、現在の表記になった。なお、2024年7月時点では、日本盤を発売しているソニー・ミュージックエンタテインメントは「アンダーソン・ブラッフォード・ウェイクマン・ハウ」の表記を使用している。

## 来歴
1979年に解散したイエスは、オリジナル・メンバーのジョン・アンダーソン（vo）とクリス・スクワイア（b）を含む顔ぶれで1983年に再結成され、新メンバーのトレヴァー・ラビン（g, vo, key）の主導によって商業化していった。その音楽性に幻滅したアンダーソンは1988年にイエスを脱退し、『こわれもの』（1971年）や『危機』（1972年）を発表した1970年代に持っていた創造性を蘇らせようと、当時のメンバーにバンドの結成を呼びかけた。
アンダーソンに応じたメンバーはビル・ブルーフォード（ds）、リック・ウェイクマン（key）、スティーヴ・ハウ（g）だった。ラビンの良き理解者で、80年代のイエスも是とする立場のスクワイアは参加しなかった。マネージメントは1970年代にイエスのマネージメントをしていたブライアン・レーンである。彼等は当初イエスを名乗る予定だったが、イエスはアンダーソン脱退という不測の事態に見舞われた後も存続しており、唯一人結成以来一貫して在籍し続けるスクワイアがバンド名のライセンスを保有していた。従って彼等は、単純にメンバーの名字を並べたアンダーソン・ブルーフォード・ウェイクマン・ハウ（ABWH）を名乗らざるを得なかった。
1989年6月にアルバム『閃光』を発表。ベースにはブルーフォードのキング・クリムゾン時代の盟友トニー・レヴィン、サポート・メンバーとしてマット・クリフォード（key）とミルトン・マクドナルド（g）が起用された。収録曲の共作者のクレジットにはヴァンゲリス、ジェフ・ダウンズ（エイジア、元イエス）、マックス・ベーコン（元GTR）の名前がある。ジャケット・デザインは1970年代のイエスの作品を描いていたロジャー・ディーンが担当した。
彼等は『閃光』発表後、同年7月27日のメンフィス公演を皮切りに9月10日までアメリカ・ツアーを行なった。このツアーにはレヴィンとマクドナルド、スティーヴ・ハケットのバンドに参加していた経歴を持つジュリアン・コルベック（key）が参加した。9月9日にカリフォルニア州のショアライン・アンフィシアターで開かれたコンサートの模様はラジオ番組『キング・ビスケット・フラワー・アワー』で放送されたが、レヴィンが病気でダウンしたので、元ブルーフォードのジェフ・バーリンが同コンサートを含めて3回の公演で代役を務めた。彼等はさらに10月21日から11月21日までイギリスとヨーロッパ、1990年2月21日から3月23日までヨーロッパ、日本、アメリカでツアーを行なった。
ABWHのツアーは"An Evening Of Yes Music Plus"と銘打たれ、ポスターには「Yes Music」の文字が入っていたため、後にスクワイアが在籍するイエス（通称 Yes West）との間で裁判沙汰にまで発展した。しかしYes Westは順調とは言えなくなっていた活動を本格的に再開したいがために、アンダーソンがかねてより暖めていた「歴代メンバーを招集しての結成20周年記念ツアー」というアイディアに賛同せざるを得なくなった。その結果、双方がイエスの名の下に集うことになり、ABWHの歴史の幕は閉じられた。

1991年4月にイエスの名義で発表されたアルバム『結晶』は、ABWHのセカンド・アルバム『ダイアログ』（仮称）の収録曲として制作が進められていた8曲とYes Westの4曲を編集したものである。
『結晶』発表後にABWHとYes Westの全メンバー8人によるツアーが行なわれ、アンダーソンの『結成20周年記念ツアー』の構想は3年遅れで実現した。

## ディスコグラフィ

### アルバム
- 『閃光』 - Anderson Bruford Wakeman Howe (1989年)
- 『イエス・ミュージックの夜』 - An Evening Of Yes Music Plus (1993年) ※ライブ・アルバム
- Live at the NEC – Oct 24th 1989 (2010年) ※ライブ・アルバム

### シングル
- 「ブラザー・オブ・マイン」 - "Brother of Mine" (1989年)
- 「オーダー・オブ・ザ・ユニバース」 - "Order of the Universe" (1989年)
- 「アイム・アライブ」 - "I'm Alive" (1989年)

### ビデオ・ソフト
- 『イン・ザ・ビッグ・ドリーム』 - In the Big Dream (1989年)
- 『イエス・ミュージックの夜』 - An Evening Of Yes Music Plus (1993年)

## 日本公演

### 1990年
- 3月1日、2日、4日 東京・NHKホール
- 3月5日 大阪・大阪フェスティバルホール
- 3月7日 横浜・横浜文化体育館
- 3月8日 東京・中野サンプラザ